# هيروأكي ناجاشيما
هيروأكي ناجاشيما (باليابانية: 長島 裕明) (22 مارس 1967 في كاناغاوا في اليابان – )؛ هو لاعب كرة قدم ياباني سابق كان يلعب كمدافع.

## وصلات خارجية
- هيروأكي ناجاشيما على موقع Soccerway.com (الإنجليزية)
- هيروأكي ناجاشيما على موقع عالم كرة القدم.نت (الإنجليزية)

- J.League Data Site (باليابانية)